# プロロジスパーク習志野4
プロロジスパーク習志野4（プロロジスパークならしの4）は、千葉県習志野市にある物流施設である。

## 概要
プロロジスパーク習志野4はマルチテナント型物流施設として開発されたが、株式会社ZOZO（竣工当時は株式会社スタートトゥデイ）が竣工当時から全フロアに入居し、専用施設「ZOZOBASE習志野1」として利用されている。
施設には224カ所の免震装置が導入されているほか、高潮や津波に対応するため、盛り土をして約46,000m2の敷地全体の高さを2m引き上げたうえ、非常時に水を確保できるよう、100トン分の水をためる貯水槽も設けられている。
各階に最大40フィートコンテナトレーラーが直接乗り入れ可能なランプウェイ2基を備わっている。また、館内にはカフェテリア・売店なども設けられている。更に、習志野市が広域で整備している遊歩道「ハミングロード」の一部として敷地南側の一部を整備し、一般に開放している。
竣工式は2013年8月29日に行われ、当時スタートトゥデイの社長であった前澤友作も出席した。

## 諸元
- 所在地：千葉県習志野市茜浜3丁目7-10
- 敷地面積：46,168m2（約13,966坪）
- 延床面積：108,485m2（約32,817坪）
- 構造：RC+S造、地上5階建、免震構造
- 着工日：2012年5月
- 竣工日：2013年8月29日
- 交通：東関東自動車道 湾岸習志野インターチェンジ、谷津船橋インターチェンジから約4km、京葉道路 幕張インターチェンジから約7km